# Tadeusz Wichrowski
Tadeusz Wichrowski (ur. 1932, zm. 21 lipca 2022) – polski poeta i malarz, przedstawiciel malarstwa fajansowego regionu kujawskiego i popularyzator tej dziedziny sztuki.

## Życiorys
Od 1955 roku pracował we Włocławskich Zakładach Ceramiki, jako pracownik techniczny. Uznanie zyskał jako malarz fajansu. Był laureatem nagród w najważniejszych krajowych konkursach na malarstwo fajansu. Był między innymi nagradzany na Biennale Fajansu Włocławskiego. Otrzymał dwa stypendia przyznane przez Muzeum Ziemi Kujawskiej i Dobrzyńskiej we Włocławku. Jego prace prezentowane były na wystawach pokonkursowych Malowany fajans włocławski w latach; 1958, 1963, 1968, 1970, 1972.  
Głównymi motywami zdobniczymi Tadeusza Wichrowskiego były kwiaty oraz ptaki o fantazyjnych kształtach i kolorystyce. 
W 2021 roku został nagrodzony przez Zarząd Województwa Kujawsko-Pomorskiego podczas jubileuszu 40-lecia powstania oddziału Stowarzyszenia Twórców Ludowych we Włocławku.
Tadeusz Wichrowski pisał także wiersze i wydał kilka swoich tomików. 
Zmarł 21 lipca 2022. Został pochowany na cmentarzu komunalnym przy ul. Chopina we Włocławku.